# Josef Huber (Fußballspieler, 1935)
Josef Huber (* 5. März 1935) ist ein ehemaliger deutscher Fußballspieler, der für den FC Bayern München aktiv war.

## Karriere
Huber gehörte in der Saison 1954/55 dem FC Bayern München an und kam als Stürmer in zwei Punktspielen der Oberliga Süd, der seinerzeit höchsten deutschen Spielklasse, zum Einsatz. Er debütierte am 22. August 1954 (1. Spieltag) bei der 2:3-Niederlage im Auswärtsspiel gegen den TSV Schwaben Augsburg und bestritt sein zweites Punktspiel am 12. September 1954 (4. Spieltag) beim 3:2-Sieg gegen den KSV Hessen Kassel im Stadion an der Grünwalder Straße. Mit nur sechs von 30 gewonnenen Punktspielen belegte er mit seiner Mannschaft den 16. und letzten Tabellenplatz in dieser Spielzeit; der FC Bayern München musste erstmals – und bis heute einmalig – in die 2. Oberliga Süd absteigen. In dieser bestritt er einzig das am 22. April 1956 (31. Spieltag) mit 2:0 gegen den KSV Hessen Kassel gewonnene Heimspiel, in dem er das Tor zum Endstand in der 81. Minute erzielte.